# Edmond Closset
Edmond Joseph Raphael Closset (* 10. Dezember 1878 in Isômes; † 1968) war ein französischer Autorennfahrer.

## Karriere als Rennfahrer
Edmond Closset war 1926 der Teamkollege von Roger Delano im Werks-Ariès CC2 Super beim 24-Stunden-Rennen von Le Mans. Das Duo fiel nach einem Unfall vorzeitig aus.

## Statistik

### Le-Mans-Ergebnisse
| Jahr | Team                         | Fahrzeug        | Teamkollege  | Platzierung | Ausfallgrund |
| ---- | ---------------------------- | --------------- | ------------ | ----------- | ------------ |
| 1926 | Société des Automobile Ariès | Ariès CC2 Super | Roger Delano | Ausfall     | Unfall       |